# Sumoto

Sumoto (洲本市 Sumoto-shi?) este un municipiu din Japonia, prefectura Hyōgo.